# Бюльбюль-бородань бурий

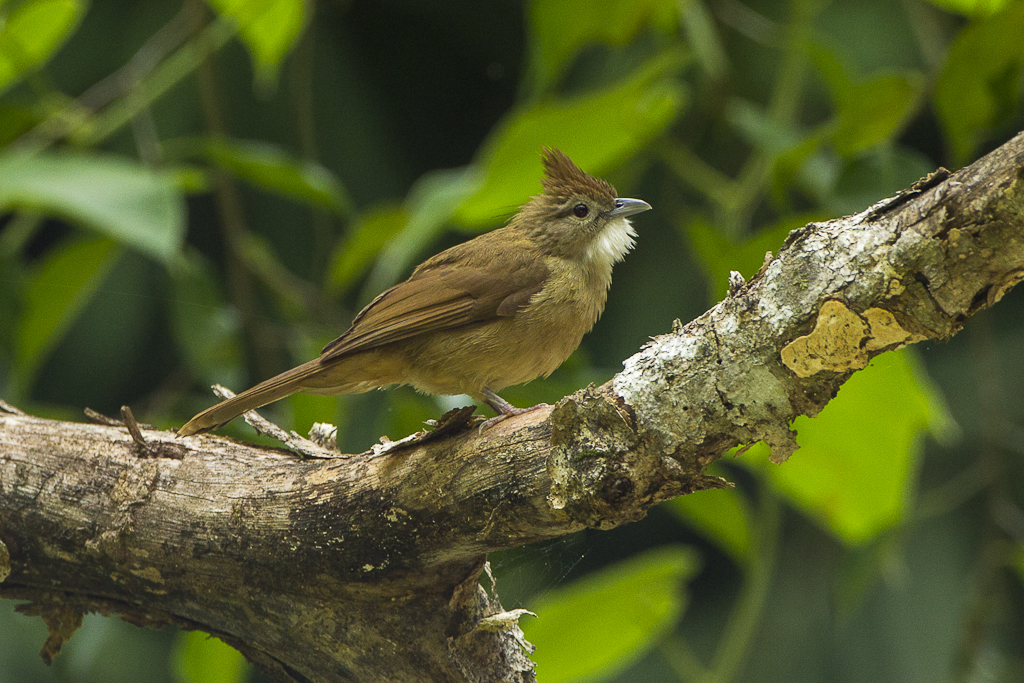
Бурий бюльбюль-бородань

Бюльбю́ль-бородань бурий (Alophoixus ochraceus) — вид горобцеподібних птахів родини бюльбюлевих (Pycnonotidae). Мешкає в Південно-Східній Азії.

## Підвиди
Виділяють шість підвидів:
- A. o. hallae (Deignan, 1956) — південний В'єтнам;
- A. o. cambodianus (Delacour & Jabouille, 1928) — південно-східний Таїланд і південно-західна Камбоджа;
- A. o. ochraceus (Moore, F, 1854) — південна М'янма, південно-західний Таїланд;
- A. o. sordidus (Richmond, 1900) — центр Малайського півострова;
- A. o. sacculatus (Robinson, 1915) — південь Малайського півострова;
- A. o. sumatranus (Wardlaw-Ramsay, RG, 1882) — західна Суматра.

## Поширення і екологія
Бурі бюльбюлі-бородані живуть в гірських і рівнинних тропічних лісах. Трапляються на висоті до 1700 м над рівнем моря.